# Parafia św. Stanisława BM w Łabowej
Parafia pw. Świętego Stanisława Biskupa Męczennika w Łabowej – parafia rzymskokatolicka znajdująca się w diecezji tarnowskiej w dekanacie Nowy Sącz Wschód. Erygowana w XIII wieku. Mieści się pod numerem 208. Obsługują ją księża diecezjalni.

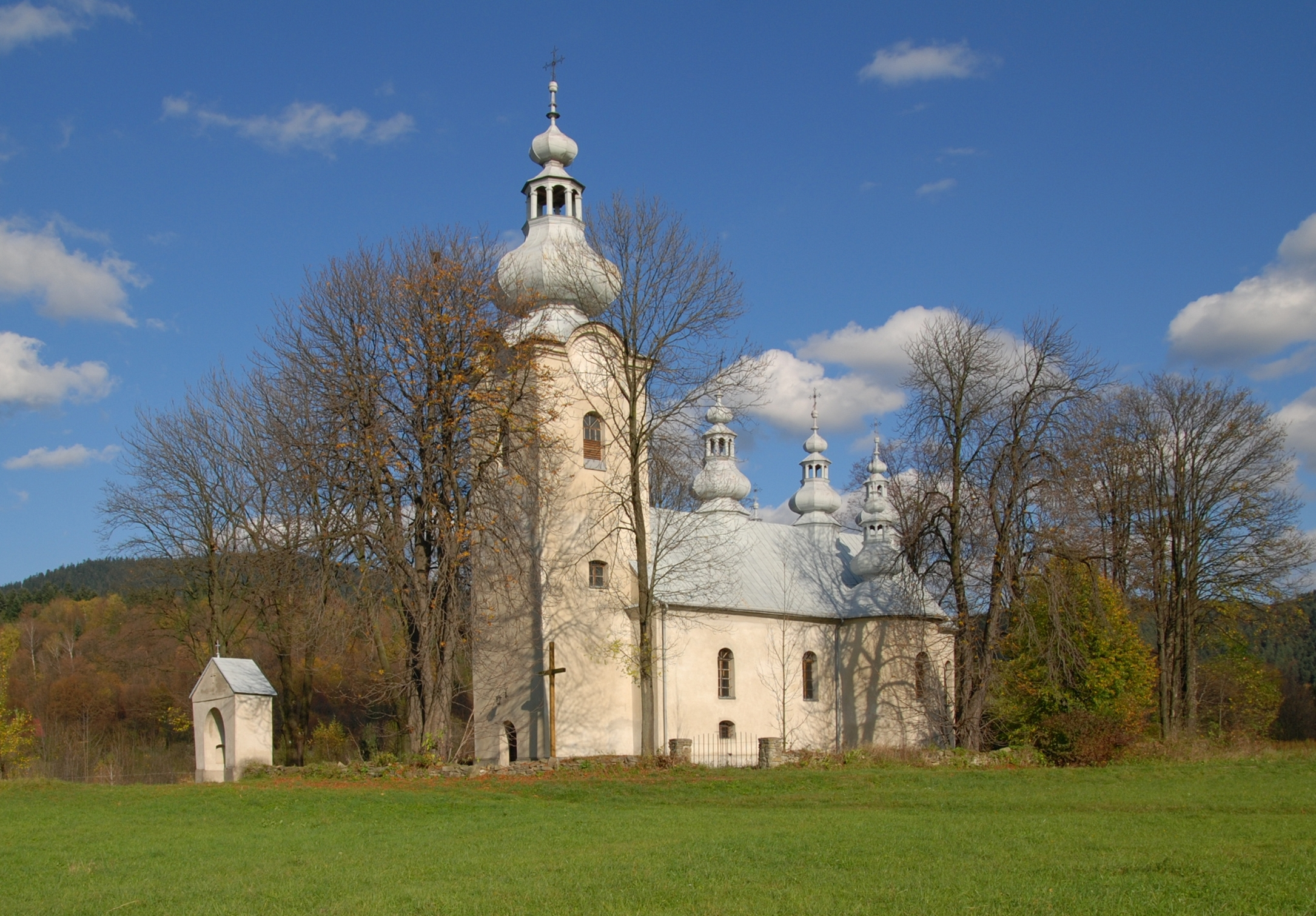
Łabowa, kościół filialny w dawnej cerkwi